# Nyelvföldrajz
A nyelvföldrajz mindenekelőtt vizsgálati módszer és szemlélet, amely nyelvészeti és a nyelvészeten túlmutató kérdésekre a maga sajátos eszközeivel és módszereivel ad választ. A nyelv három fődimenziója közül (térbeliség, időbeliség, társadalmiság) a térbeliséget vizsgálja, illetve az időbeliség és társadalmiság szempontját is a térbeliség felől közelíti meg. A nyelvföldrajzot – valamint a geolingvisztikát – legszélesebb értelemben „térnyelvészet”-ként értelmezhetjük, s ily módon hatókörébe tartozhatnak a nyelvek közötti érintkezés problémái (areális nyelvészet) és a nyelven belüli táji változatok, a nyelvjárások kérdései. A nyelvföldrajz a nyelvi variabilitást a térben ábrázolja, a nyelvi jelenségeket térkép(ek)re vetíti, a térbeli összefüggéseket rendszerszerűnek elfogadva, belőlük nyelvi és nyelven kívüli következtetéseket von le.
A nyelvföldrajz mint nyelvészeti szakkifejezés tükörszó, mely számos más nyelv hasonló összetételével (vö. német Sprachgeographie, angol linguistic geography stb.) egyetemben a nyelv földrajzi, azaz térbeli vizsgálatára utal. E fogalom újabb keletű, inkább a nyelvközi kutatásokban alkalmazott latin-görög alapú szinonimája a geolingvisztika.

## Kialakulás
A nyelvföldrajz gondolata a XIX. század végén került előtérbe. A nyelvjáráskutatásban ekkor merült fel az igény arra, hogy a nagyszabású tájszógyűjtések, a különböző vidékekről készült összefoglaló és célmonográfiák eredményei összemérhetők legyenek, hogy egymáshoz való térbeli viszonyukban, mintegy szinoptikusan szemlélhetővé váljanak. Ehhez azonban új munkaeszközre, a nyelvatlaszra volt szükség, mely egy-egy térképlapján szinkrón állapotában, kellő sűrűséggel, megbízható lejegyzésben és összehasonlítható formában szemlélteti a nyelv területi alapú hangtani, alaktani, lexikai differenciálódását.

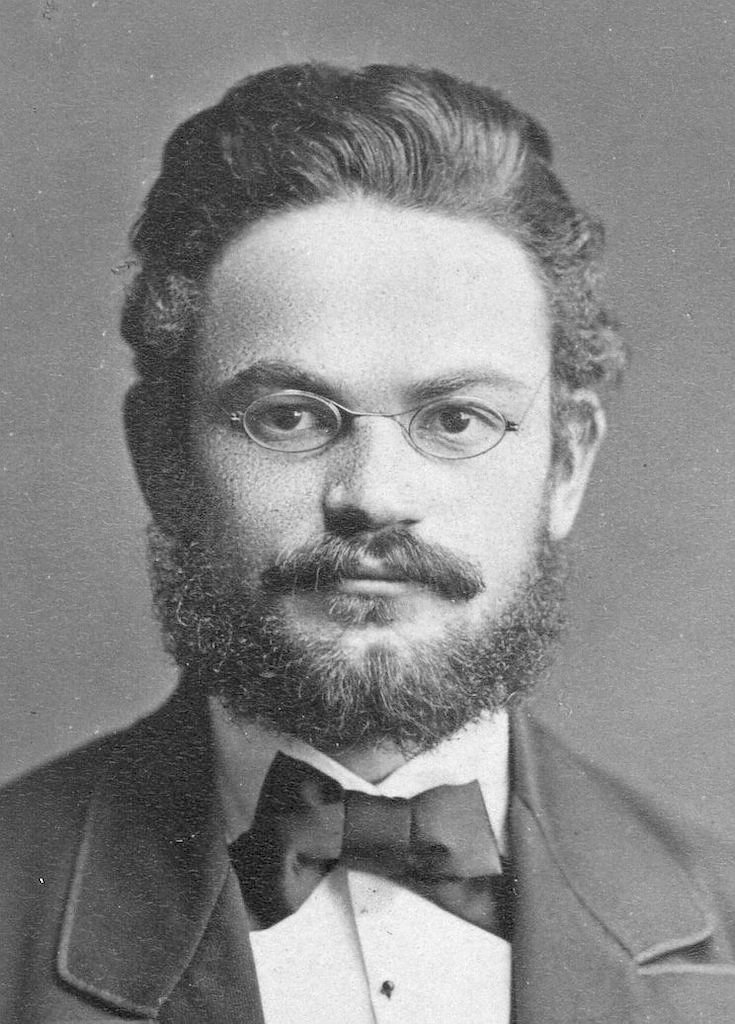
Georg Wenker (1852-1911)

### Német iskola
1876-ban Georg Wenker (1852-1911), a német nyelvföldrajz atyja összeállította azt a 42 (később 40-re módosított) példamondatot, mely szavainak térképen történő ábrázolásával megszületett az első nyelvatlasz (Sprachatlas von Nord- und Mitteldeuschland, 1881). Wenker 339 – feltételezése szerint – nyelvjárási tagoltságot mutató szóból szerkesztette példamondatait, amelyeket elküldött a vizsgálandó régió tanítóinak átírás céljából. Ezen átírt mondatok szavainak térképes szemléltetése kijelöl(het)te a célba vett jelenségek elterjedési határait, izoglosszáit.
Eredmények és következmények
- A megrajzolt izoglosszák nyalábjai többnyire nem tették lehetővé a nyelvjárási határok éles, egyértelmű megvonását. Vagyis a nyelvjárások zárt egységként való felfogását el kellett vetni.

- Kiderült, hogy a jelenségek szavakban terjednek, és a lexémák mozgása gyakran egyedi izoglosszákat eredményez, ez pedig a nyelvi tendenciák térbeli hatókörét módosítja.

- Wenker a sikereken felbuzdulva kiterjesztette a vizsgálatait egész Németországra, több mint negyvenezer kutatópontra. Ennek a hatalmas adattárnak a feldolgozása eredményezte a Német nyelvatlasz (Deutscher Sprachatlas) létrejöttét (1927–1956).

### Francia iskola
Jules Gilliéron (1854–1926), a svájci származású francia dialektológus volt a modern francia nyelvjáráskutatás megalapítója, akinek a nevéhez többek között a Franciaország nyelvatlasza (Atlas linguistique de la France) c. munka fűződik. Gilliéron első atlaszának kérdőívét maga szerkesztette, s a gyűjtést is személyesen végezte. (→ Ez a szakemberek által végzett, közvetlen adatfelvétel vált a későbbiekben általánossá.) A francia nyelvatlasz kérdőívét is ő állította össze, de a gyűjtő kollégája Edmond Edmont volt, aki 1897 és 1901 között 630 kutatópontot járt végig Franciaországban. A főleg lexikai vizsgálódásra szánt anyagok gyűjtése során a lehető legnagyobb fonetikai hűségre törekedtek, illetve minden esetben a kérdőívre adott első válaszokat, az első benyomást rögzítették (impresszionista módszer).

### Korabeli reakciók és következmények
- Az újgrammatikusok kritikával illették e nyelvatlaszokat, mivel azok megingatták nézeteiket a hangtörvények kivételtelenségével, valamint a nyelvjárási határok megragadhatóságával kapcsolatban.
- E kritikák a korszerűbb megoldások felé terelték az atlaszkutatásokat, melyek főként a technikai újításokra helyezték a hangsúlyt, s nem érintették a nyelvföldrajz alapkérdéseit.
- A kevés adatközlős, első benyomásokat rögzítő impresszionista módszert az egyre több adatközlőre épülő, majd később a település társadalmi tagolását is figyelembe vevő többrétegű (polisztratikus) felmérések váltották fel.

### A nyelvföldrajzi problematika kiszélesedése
A 20. század utolsó évtizedeiben a nyelv társadalmi dimenziójának vizsgálatával a szociolingvisztika új korszakot teremtett. A kutatók igyekeztek figyelembe venni nemcsak a természeti, hanem a társadalmi, történelmi, kulturális tényezők nyelvre való hatását is. A nyelvföldrajz is elnyerte méltó helyét a nyelvészeti részdiszciplínák között, sőt napjainkban is dinamikus fejlődésben van. Továbblépését segítette a népiségtörténet, illetve az interlingvisztika igényeinek megjelenése, a rendszerszemlélet kiszélesedése, a szociolingvisztikai szempontok integrálása és a számítógépes technika robbanásszerű fejlődése.
A nyelvi-nyelvjárási sajátosságok tágabb régióban való vizsgálata vezetett el az areális nyelvészeti kutatásokhoz, és a neolingvisztika (fő kutatási területe az újlatin nyelvek korai történetének, sajátos vonásaik kialakulásának vizsgálata, illetve az indoeurópai alapnyelv egyes ágainak, nyelvjárásainak elkülönülése) létrejöttéhez.
A 20. század második felének leíró, formalista iskolái létrehozták a strukturális dialektológiát, az ötvenes évek közepe óta pedig strukturális nyelvföldrajzról is beszélhetünk. Ez az új irányzat a nyelvatlaszokra, valamint strukturalizmus nyelvelméleti téziseire támaszkodva továbbfejleszti a nyelvi kartográfia és nyelvleírás eredményeit, miközben a belső nyelvi okrendszer feltárására törekszik. A figyelem középpontjában szinkrón tények leírása és magyarázata áll, de nem zárkózik el a diakrón elemzéstől sem.

## Ábrázolási technikák
Az idők folyamán a nyelvföldrajznak nemcsak a tartalmi, hanem a vele szoros kapcsolatban levő technikai oldala is sokat fejlődött.
- Adatbeíró módszer során a gyűjtött anyagot a megfelelő kutatópontok mellé írják, míg szemléltető ábrázoláskor térképezés előtt a gyűjtött anyagot osztályozzák, a nyelvileg releváns csoportokhoz szimbólumokat rendelnek, és a térképekre a megfelelő jelmagyarázat kíséretében csak a szimbólumokat viszik fel, az adatokat külön lapon közlik. A két módszer kombinálódhat is egymással.
- Az egyes területi típusokat izoglosszavonalakkal is el lehet különíteni, ezáltal a pontszerű ábrázolásból foltszerű lesz, sőt az elkülönített területeket eltérő színezéssel vagy különböző vonalkázással, illetve egyéb nyomdatechnikai fedéssel lehet jelölni.
- Az azonos nyelvi jelenségek kiemelhetők és összesítő/jelenségtérképeken ismét ábrázolhatók.

A számítógépes technika és technológia rohamos fejlődésével az adatrögzítés immár többnyire számítógépen folyik, ami könnyebbé teszi a nyomdai kivitelezést, s lehetővé teszi a térképezés egy részének automatizálását is. Az elektronikus térképi adatbázisban gyors keresések végezhetők. A nyelvész saját céljaihoz igazított térképeket készíthet, melyhez akár multimédiás eszközöket is társíthat.

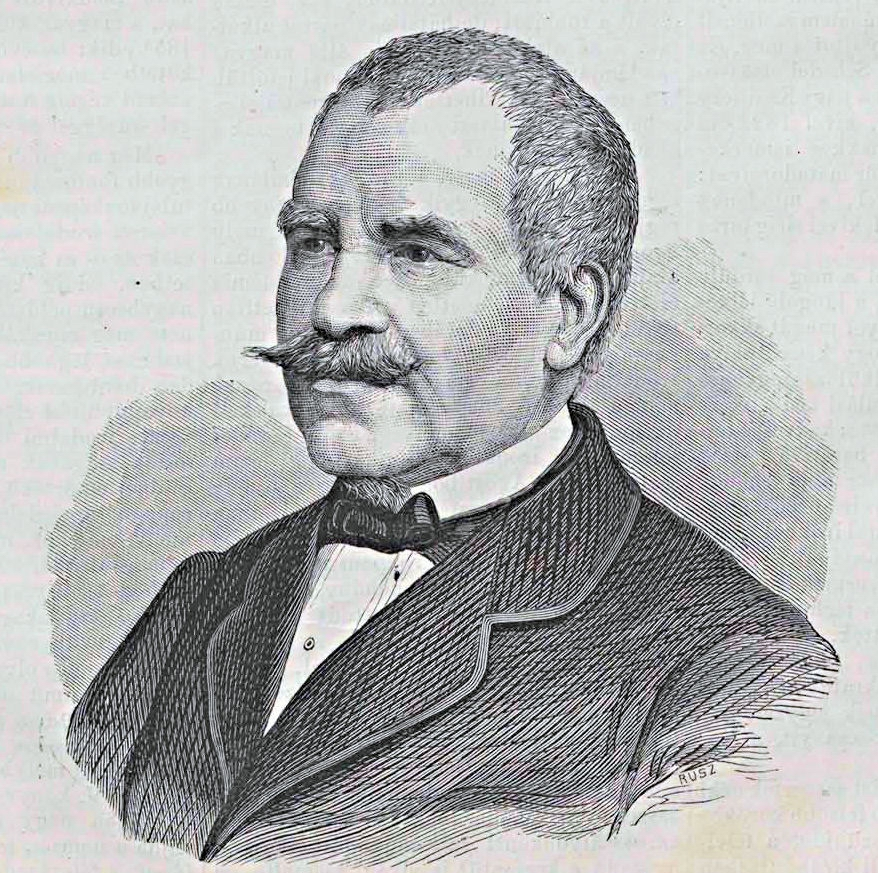
Toldy (Schedel) Ferenc (1805-1875)

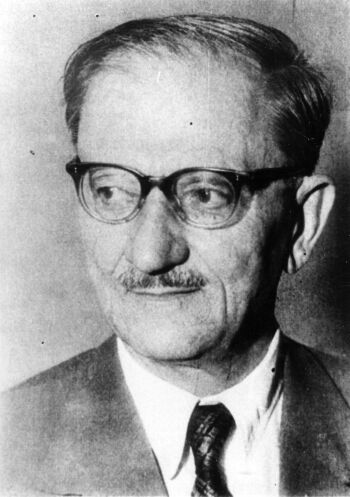
Bárczi Géza (1894-1975)

## Néhány magyarországi eredmény
- A nyelvföldrajz gondolatának első hazai csíráit Toldy (Schedel) Ferenc a Magyar Tudós Társaságban tartott 1843-as előadásában fedezhetjük fel, amelyben többek között a nyelvjáráskutatás fontosságáról, a szervezett gyűjtés módjáról, a feldolgozás lehetőségeiről és a nyelvjárások tipológiájáról szólt.
- Melich Jánost, a neves szlavistát és történészt, aki már a századfordulón nyelvi térképeket rendelt jövevényszó-vizsgálataihoz Szláv jövevényszavaink c. könyvében (1903-1905), szintén a nyelvföldrajz magyar előfutárai között tartjuk számon. A történelmi Magyarországot ábrázoló térképvázlatain feltüntette a vizsgált szónak a környező szláv nyelvekben előforduló lexikai megfelelőit.
- Horger Antal 1905-ben a Magyar Nyelv első évfolyamában jelenségtérképet közölt a keleti székelység nyelvjárási tagolódásának bemutatására, a harmincas évek közepén pedig egy néprajzi kézikönyv (A magyarság néprajza) számára készített hasonló térképlapokat.
- Az első dialektológiai célú nyelvföldrajzi tanulmányok létrehozása (Csűry Bálint), valamint a kulcsjelenségek nagytáji beágyazottságának vizsgálata (Papp István) ezekben az időkben még kísérletek maradtak.
- 1941-ben az első magyar népnyelvkutató értekezlet felkérte Bárczi Gézát a magyar nyelvatlasz munkálatainak előkészítésére és megszervezésére. A nagyszabású vállalkozást munkacsoportjával ugyan csak a második világháborút követően tudta befejezni, de a szemléltetés nélküli adatbeíró módszerrel, valamint francia mintát követve kérdőíves, szakemberekre támaszkodó eljárással készült próbagyűjtéseiket 1947-ben Mutatvány a magyar nyelvatlasz próbagyűjtéseiből címmel publikálta.
- Deme László, a magyar nyelvatlasz egyik szerkesztője Nyelvatlaszunk funkciója és további problémái (1956) c. könyvében közzétett kartográfiai ötletei bár magában az atlaszban nem kaphattak tág teret, Imre Samu (monográfiájának térképmellékleteiben) és Végh József (1912-1997) (Őrségi és hetési nyelvatlaszában) is eredményesen hasznosította.
- Király Lajos (1990) a somogy–zalai atlasz anyagából nemcsak szemléletes jelenségtérképeket és összesítő térképeket készített, hanem integrált lapokat is, melyek egyesítik a regionális atlaszból kielemezhető képet a nagyatlasz dunántúli régióinak izoglossza képletével.

A fentebb bemutatott hazai sikerek mellett számos jelentős kutatást említhetnénk, melyek egyre korszerűbb és megbízhatóbb források, vagyis nyelvjárási térképek, atlaszok és nyelvföldrajzi szótárak (A magyar nyelvjárások atlasza, A romániai magyar nyelvjárások atlasza, 20 regionális atlasz), valamint a nyelvföldrajz eszköztárát, forrásait, módszertanát felhasználó monográfiák születését eredményezték.

## Nyelvföldrajz és névkutatás
A névföldrajz mint nyelvföldrajzi szempont a magyar névkutatásban folyamatosan jelen volt és jelen van.
1. Bizonyos nyelvatlaszaink tartalmaznak tulajdonnévi címszókat. A magyar nyelvatlaszban például megtalálható többek között a Károly és a Mihály keresztnév, A romániai magyar nyelvjárások atlaszában kereszt- és becézőnevek mellett helynevek (Maros, Szamos, Kolozsvár) és földrajzi köznevek (rét, legelő, forrás stb.) is szerepelnek.
2. Kartografikusan ábrázolható tulajdonnévanyag, illetve tulajdonnevekbe foglalt közszók a hely-és személynévtárakból is nyerhetők.
3. A magyar névtudomány történeti ága a magyar hely- és személynévanyagok; a törzsnevek vizsgálata; a határjárásokból, peres iratokból, régi térképekről, tizedjegyzékekből származó földrajzi nevek; a korai népesség-összeírásokból összeállított személynévtárak adatai kapcsán szintén számos nyelvföldrajzi eredménnyel, megállapítással szolgál.

## A nyelvföldrajz történeti tanulságai
Az élő nyelvjárásokban szinte minden nyelvtörténeti változás korábbi fokozatai megtalálhatók, s e fokozatok térbeli elhelyezkedéséből időbeli egymásutánjukra, kölcsönhatásaikra is következtetni lehet. A nyelvjárások efféle tanúságtétele lényeges mozzanatokkal egészíti ki a nyelvemlékekből kibontakozó diakrón képet, sőt olykor jelentőségében meg is előzi az írásbeliség kínálta fogódzókat.
- A nyelvföldrajz eredményeinek nyelvtörténeti hasznosítására Imre Samu is utalt a történeti hangtan kapcsán. Például a megyek térképlapjának adatai kitűnően alkalmasak bizonyos mássalhangzó-változások szemléltetésére, ugyanis azok időrendbe állításával minden fejlődési fokozat megjelenik: mënëk > mënyëk > mëgyëk > mëjëk > mék > mëk, illetve mënëk x mëgyëk > mëngyëk.
- A történeti morfológia területéről a T/1. személyű igei személyragok példája jól szemlélteti a nyelvföldrajzi eredmények hasznosíthatóságát. A nyelvjárások többsége a köznyelvvel megegyezően az -unk/-ünk -juk/-jük szembenállást fejlesztette ki általános (alanyi) és határozott (tárgyas) ragozásban, de az ettől eltérő korábbi oppozíciók is jól dokumentálhatók, például a palóc nyelvjárások az -uk/-ük alakot őrizték meg, míg Baranyában az általános és a határozott ragozás funkciójában egyaránt az -unk/-ünk formát használják.
- A nyelvatlaszok és nyelvi térképlapok eredményeit a szótörténet és az etimológia is felhasználja.

## Nyelvföldrajz, település- és népiségtörténet
A nyelvföldrajz nem nyelvi-nyelvészeti tanulságai közül legfontosabbak a település- és népiségtörténetiek. Főleg a forráshiánnyal küszködő ómagyar kor eseményeire következtethetünk nyelvjárási, nyelvföldrajzi adatok módszeres vizsgálatával. A nyelv nagyfokú konzervativizmusa, változásaiban is rendszerszerű jellege lehetővé teszi azt, hogy megállapítsuk: egy térbeli jelenségfolt azért különbözik-e lényegesen környezetétől, mert a természetes nyelvi fejlődés ezen állapotba juttatta, vagy pedig azért, mert más nyelvjárású népcsoport települt oda.

## Újabb törekvések
A szociolingvisztika megerősödésével felmerül az igény a többdimenziós (polisztratikus) nyelvatlaszok előállítására. A magyar dialektológiában még csak kísérleti jellegű próbálkozás történt az ilyen jellegű munkák létrehozására.
A másik modernizációs terület a számítógépes kartográfia, a multimédiás rendszerek kifejlesztése, a komplex számítógépes nyelvjárási adatbázisok kiépítése, amelyeknek fontos eleme a nyelvföldrajzi összetevő.

## A dialektológia kettős feladat és a nyelvföldrajz
A dialektológia érdeklődéssel fordult a nyelvjárások körében zajló, nagy arányú változások felé, s ezzel összefüggésben került érdeklődésének előterébe a regionális nyelvi variáció, a regionális nyelvhasználat sokszínűsége, valamint társadalmi meghatározottságának a kérdésköre. Fontossá vált a megváltozott társadalmi rétegződés nyelvi következményeinek a kutatása, melynek következtében a regionális nyelvhasználatnak immár nemcsak a területi, hanem a területin belül a társadalmi eloszlását is vizsgálja. A területi nyelvváltozatokat mint egy-egy nyelv regionális részegységeit, illetőleg rendszereit vizsgáló leíró-nyelvészeti diszciplína a regionális nyelvhasználatot a maga társadalmi beágyazottságában elemző és leíró feladatkörrel bővült. Így alakult ki a dialektológia kettős feladata.
A kétdimenziós nyelvföldrajzban az areális (horizontális) nyelvföldrajz egy tágabban értelmezett társadalmi (vertikális) szemponttal egészül ki. A cél az, hogy kimutassák a hagyományos mellett a lehetséges alakuló új regionális nyelvhasználati változat területi eloszlását is. A korábban csak nyelvjárást beszélők közösségei, a falvak és kisvárosok lakóinak nyelvhasználatát ma olyan kontinuumként írhatjuk le, amelynek két szélső pólusa a nyelvjárás és a (beszélt) köznyelv. Amikor tehát egy-egy regionális település nyelvi valóságának a leírása a célunk, akkor a két szélső pólusban, illetőleg az általuk közrefogott változatspektrumban kell elhelyeznünk az elénk kerülő adatokat, jelenségeket, szabályokat, nyelvföldrajzi megközelítésben e szerint kell kartográfiailag kifejeznünk, ábrázolnunk őket.